# Melanichneumon iowae
Melanichneumon iowae är en stekelart som beskrevs av Heinrich 1978. Melanichneumon iowae ingår i släktet Melanichneumon och familjen brokparasitsteklar. Inga underarter finns listade i Catalogue of Life.